# Neotoma magister
Neotoma magister је врста глодара из породице хрчкова (лат. Cricetidae). 

## Распрострањење
Сједињене Америчке Државе су једино познато природно станиште врсте.

## Станиште
Врста Neotoma magister има станиште на копну.

## Начин живота
Врста Neotoma magister прави гнезда. 

## Угроженост
Ова врста је на нижем степену опасности од изумирања, и сматра се скоро угроженим таксоном.

### Популациони тренд
Популација ове врсте се смањује, судећи по расположивим подацима.